# Didier Auriol
Didier Auriol (ur. 18 sierpnia 1958 w Montpellier) – francuski kierowca rajdowy. W swojej karierze był członkiem takich zespołów jak: Ford, Lancia, Toyota, Subaru, Mitsubishi, SEAT, Peugeot, Škoda. W mistrzostwach świata jeździł z takimi pilotami jak: Bernard Occelli i Denis Giraudet.
Swoją karierę rajdową Auriol rozpoczął w 1979 roku, a jego pierwszym samochodem była Simca 1000. W maju 1984 roku zadebiutował w Rajdowych Mistrzostwach Świata jadąc samochodem Renault 5 Turbo. Z debiutanckiego Rajdu Korsyki wycofał się z powodu awarii turbosprężarki. W kwietniu 1985 roku podczas Rajdu Korsyki 1988 po raz pierwszy w karierze stanął na podium w rajdzie mistrzostw świata i jednocześnie odniósł swoje pierwsze zwycięstwo. W 1994 roku jadąc Toyotą Celiką 4WD wywalczył swój jedyny tytuł mistrza świata w karierze. Wcześniej, w 1990 roku, został wicemistrzem świata. Czterokrotnie w latach 1991, 1992, 1993 i 1999 zajmował 3. miejsce w mistrzostwach świata. Trzykrotnie był też rajdowym mistrzem Francji. W latach 1993, 1994, 1996 i 1999 czterokrotnie wygrał Race of Champions.
W swojej karierze Auriol wygrał łącznie 20 rajdów w mistrzostwach świata. 53 razy w swojej karierze stawał na podium w rajdach mistrzostw świata. Zdobył w nich 747 punktów. Wygrał 554 odcinki specjalne.

## Kariera

### Początki
Auriol urodził się w Montpellier. Po ukończeniu szkoły średniej pracował jako kierowca karetki pogotowia. W 1979 roku w wieku 21 lat zadebiutował w rajdach jadąc samochodem Simca 1000. W kolejnych latach jeździł samochodem Renault 5 Turbo w mistrzostwach Francji. W maju 1984 zadebiutował w mistrzostwach świata. Jadąc Renault 5 Turbo z pilotem Bernardem Ocellim wystartował w Rajdzie Korsyki. Wycofał się z niego na 4. odcinku specjalnym z powodu awarii turbosprężarki. Rok później ponownie wystartował w Rajdzie Korsyki. Nie ukończył go wycofując się z rywalizacji na 9. odcinku specjalnym na skutek awarii układu elektrycznego. W tym samym roku po raz pierwszy stanął na podium w rajdzie o mistrzostwo Francji. Był drugi w Rajdzie Touquet. Zajął także drugie miejsce w Rajdzie du Var, rozgrywanym w ramach mistrzostw Europy.
W 1986 roku Auriol rozpoczął starty nowym samochodem, MG Metro 6R4. Jadąc nim wywalczył swój pierwszy w karierze tytuł mistrza Francji. W tym samym roku po raz trzeci wystartował w Rajdzie Korsyki i po raz trzeci nie ukończył go. Powodem wycofania się Auriola był wyciek oleju. W 1986 roku dwukrotnie stanął na podium w mistrzostwach Europy. Zwyciężył w Rajdzie Antibes i był drugi w rajdzie Tour de France Automobiles, w którym startował Mercedesem 190E 2.3 16V.

### 1987-1988: Ford

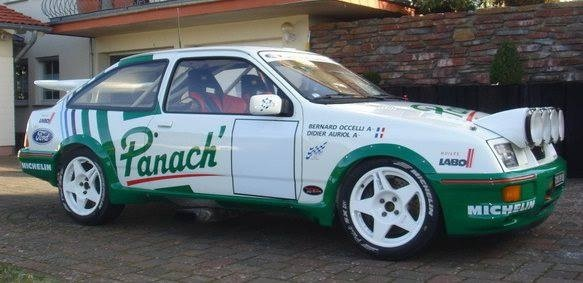
Ford Sierra RS Cosworth, którym Didier Auriol startował w latach 1987-1988

W 1987 roku Auriol został członkiem zespołu Ford France i rozpoczął w nim starty samochodem Ford Sierra RS Cosworth. W styczniu pojechał w nim w Rajdzie Monte Carlo, jednak nie ukończył go. W maju po raz czwarty w karierze wystartował w Rajdzie Korsyki. Zajmując w nim 8. miejsce zdobył swoje pierwsze 3 punkty w mistrzostwach świata w karierze. 14. odcinek specjalny tego rajdu był też pierwszym wygranym odcinkiem Auriola w mistrzostwach świata. W październiku Auriol wziął udział w Rajdzie San Remo. Zajął w nim 4. pozycję tracąc do trzeciego Jeana Ragnottiego 1:18 minuty. W 1987 roku Auriol startował również w rajdach o mistrzostwo Europy. Był pierwszy w Rajdzie Alpin-Behra i Rajdzie du Var oraz drugi w Rajdzie Antibes. Wywalczył także swoje drugie w karierze mistrzostwo Francji.
Pierwszym rajdem mistrzostw świata 1988, w którym Auriol wystartował był Rajd Portugalii. Na 16. odcinku specjalnym wycofał się z powodu uszkodzenia tylnej osi Forda. Następnie w maju wystartował w Rajdzie Korsyki. Dojechał w nim do mety na 1. miejscu przed Yvesem Loubetem i Brunem Sabym odnosząc tym samym swoje pierwsze w karierze zwycięstwo w mistrzostwach świata. W sierpniu wystartował w Rajdzie Finlandii. Stanął w nim na podium zajmując 3. miejsce. Do zwycięzcy Markku Aléna stracił 9:46 minuty. W sezonie 1988 Auriol wziął udział w jeszcze jednym rajdzie mistrzostw świata. Na 10. odcinku specjalnym Rajdu San Remo miał wypadek i wycofał się z niego. W 1988 roku Auriol startował również w rajdach mistrzostw Europy. Wygrał dwa z nich: Rajd Mont-Blanc i Rajd du Var. Zwyciężył także w mistrzostwach Francji. Tytuł ten zdobył po raz trzeci z rzędu.

### 1989-1992: Lancia

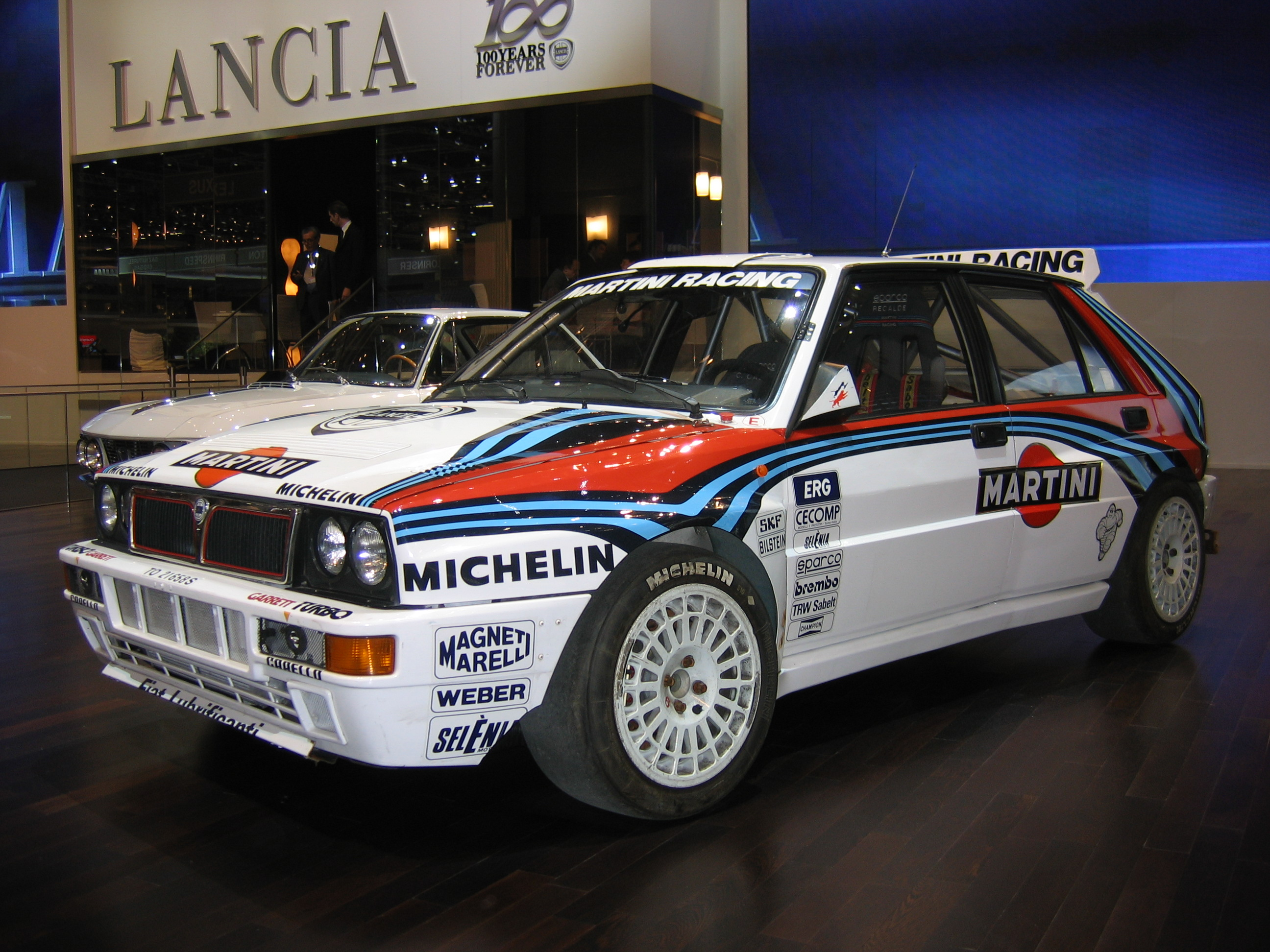
Lancia Delta HF Integrale – tym autem Auriol startował w sezonie 1992

Przed sezonem 1989 Auriol został członkiem zespołu Lancii, w którym stał się drugim kierowcą obok Włocha Massima Biasiona. Swój debiut w Lancii zaliczył w styczniu w Rajdzie Monte Carlo. Rajd ten został zdominowany przez kierowców Lancii, którzy zajęli całe podium. Pierwsze miejsce zajął Biasion, drugie Auriol, a trzecie Bruno Saby. Na przełomie lutego i marca Auriol wystartował w Rajdzie Portugalii. Nie ukończył go na skutek awarii sprzęgła na 28. odcinku specjalnym. W kwietniu Auriol wygrał swój drugi rajd mistrzostw świata w karierze. Był pierwszy w Rajdzie Korsyki wyprzedzając o 1:57 minuty François Chatriota i o 3:50 minuty Juhę Kankkunena. W kolejnym rajdzie, Rajdzie Grecji, Auriol ponownie stanął na podium. Był drugi ze stratą 1:58 do zwycięzcy Massima Biasiona. W sezonie 1989 wystartował jeszcze w dwóch rajdach, Rajdzie Finlandii i Rajdzie San Remo, jednak obu nie ukończył na skutek wypadku. W sezonie 1989 zdobył 50 punktów i był piąty w klasyfikacji generalnej mistrzostw świata.
Sezon 1990 Auriol rozpoczął od startu w Rajdzie Monte Carlo. Zwyciężył w nim po raz pierwszy w karierze, a na metę rajdu przyjechał 52 sekundy przed Carlosem Sainzem i 3:39 minuty przed Massimem Biasionem. W marcowym Rajdzie Portugalii na podium stanęli trzej kierowcy Lancii. Auriol był drugi za Biasionem, a trzecią pozycję zajął Kankkunen. W maju 1990 Auriol odniósł drugie zwycięstwo w sezonie. W Rajdzie Korsyki wyprzedził o 36 sekund Carlosa Sainza i o 3:49 minuty François Chatriota. Czerwcowego Rajdu Grecji Auriol nie ukończył. Wycofał się na 29. odcinku specjalnym z powodu uszkodzenia miski olejowej. W lipcu Auriol stanął na podium w Rajdzie Argentyny. Przegrał w nim jedynie z Massimem Biasionem i Carlosem Sainzem. Dwóch kolejnych rajdów francuski kierowca nie ukończył. Wycofał się zarówno z Rajdu Finlandii, jak i Rajdu Australii. Natomiast w październiku do ostatniego odcinka specjalnego walczył o zwycięstwo w Rajdzie San Remo i ostatecznie go wygrał. Przyjechał na metę 45 sekund przed Juhą Kankkunenem i 1:45 minuty przed Carlosem Sainzem. W ostatnim rajdzie sezonu, Rajdzie Wielkiej Brytanii, Auriol był piąty. Wywalczył tym samym wicemistrzostwo świata. Zdobył 95 punktów, o 45 mniej niż mistrz świata Carlos Sainz.
W sezonie 1991 Auriol startował Lancią Deltą HF Integrale w prywatnym zespole Jolly Club. Pierwszych zawodów w nowym sezonie nie ukończył. Wycofał się na 6. odcinku specjalnym Rajdu Monte Carlo z powodu awarii silnika. W lutowym Rajdzie Szwecji przyjechał na metę na 9. pozycji. Swoje pierwsze podium w sezonie 1991 Auriol zaliczył w trzecim rajdzie sezonu, marcowym Rajdzie Portugalii. Był w nim drugi, a do zwycięzcy Sainza stracił 47 sekund. 1 maja 1991 ponownie stanął na podium. Zajął wówczas 2. miejsce w Rajdzie Korsyki tracąc 1:05 minuty do Carlosa Sainza. W czerwcu wystartował w Rajdzie Grecji i był w nim czwarty.  W drugiej połowie czerwca wziął udział w Rajdzie Nowej Zelandii. Walczył w nim o zwycięstwo z Sainzem. Nowozelandzki rajd wygrał Sainz, a Auriol zajął 2. miejsce ze stratą 1:15 minuty. Lipcowy Rajd Argentyny ponownie wygrał Sainz, a Auriol zajął w nim 3. pozycję tracąc do Hiszpana 1:05 minuty. W sierpniu Auriol zajął 2. pozycję w Rajdzie Finlandii. Do zwycięzcy Juhy Kankkunena stracił 56 sekund. Wrześniowego Rajdu Australii nie ukończył. Wycofał się na 30. odcinku specjalnym z powodu awarii silnika Lancii. W październiku 1991 Auriol odniósł swoje jedyne zwycięstwo w sezonie, a także szóste w karierze. W Rajdzie Włoch wyprzedził o 2:50 minuty drugiego Massima Biasiona i o 6:41 minuty trzeciego Daria Cerrato. W ostatnim rajdzie sezonu, Rajdzie Wielkiej Brytanii, Auriol był dwunasty. W sezonie 1991 zajął w klasyfikacji generalnej 3. miejsce za Kankkunenem i Sainzem. Zdobył 101 punktów.
Sezon 1992 Auriol rozpoczął od zwycięstwa w Rajdzie Monte Carlo, w którym wyprzedził Carlosa Sainza o 2:05 minuty i Juhę Kankkunena o 2:57 minuty. W marcu wystartował w Rajdzie Portugalii, jednak nie ukończył go na skutek awarii silnika na 3. odcinku specjalnym. Od maja do września Auriol zwyciężył w pięciu kolejnych rajdach mistrzostw świata, w których startował, a także w odbywającym się w ramach mistrzostw Europy, Rajdzie Costa Smeralda. W majowym Rajdzie Korsyki wyprzedził dwóch rodaków, François Delecoura i Philippe’a Bugalskiego, a w Rajdzie Grecji stanął na podium obok Juhy Kankkunena i Massima Biasiona. W lipcowym Rajdzie Argentyny wygrał z drugim Sainzem o 2:18 minuty, a z trzecim Gustavem Trellesem o 14:05 minuty. W sierpniowym Rajdzie Finlandii wyprzedzając o 40 sekund Kankkunena i 1:59 minuty Markku Aléna, Auriol został drugim kierowcą spoza Skandynawii po Carlosie Sainzu, który zwyciężył w fińskim rajdzie. Auriol wygrał także wrześniowy Rajd Australii. W czterech ostatnich rajdach sezonu (nie startował w Rajdzie Wybrzeża Kości Słoniowej) zdobył tylko jeden punkt. Nie ukończył Rajdu San Remo (z powodu wypadku) i Rajdu Wielkiej Brytanii (z powodu awarii silnika), a w Rajdzie Katalonii był dziesiąty. Słabe wyniki w końcówce sezonu spowodowały, iż Auriol, mimo wygrania sześciu rajdów, zajął 3. miejsce w klasyfikacji generalnej mistrzostw świata. Zdobył 121 punktów, o 22 mniej niż mistrz Carlos Sainz i o 13 mniej niż wicemistrz Juha Kankkunen.

### 1993-1995: Toyota

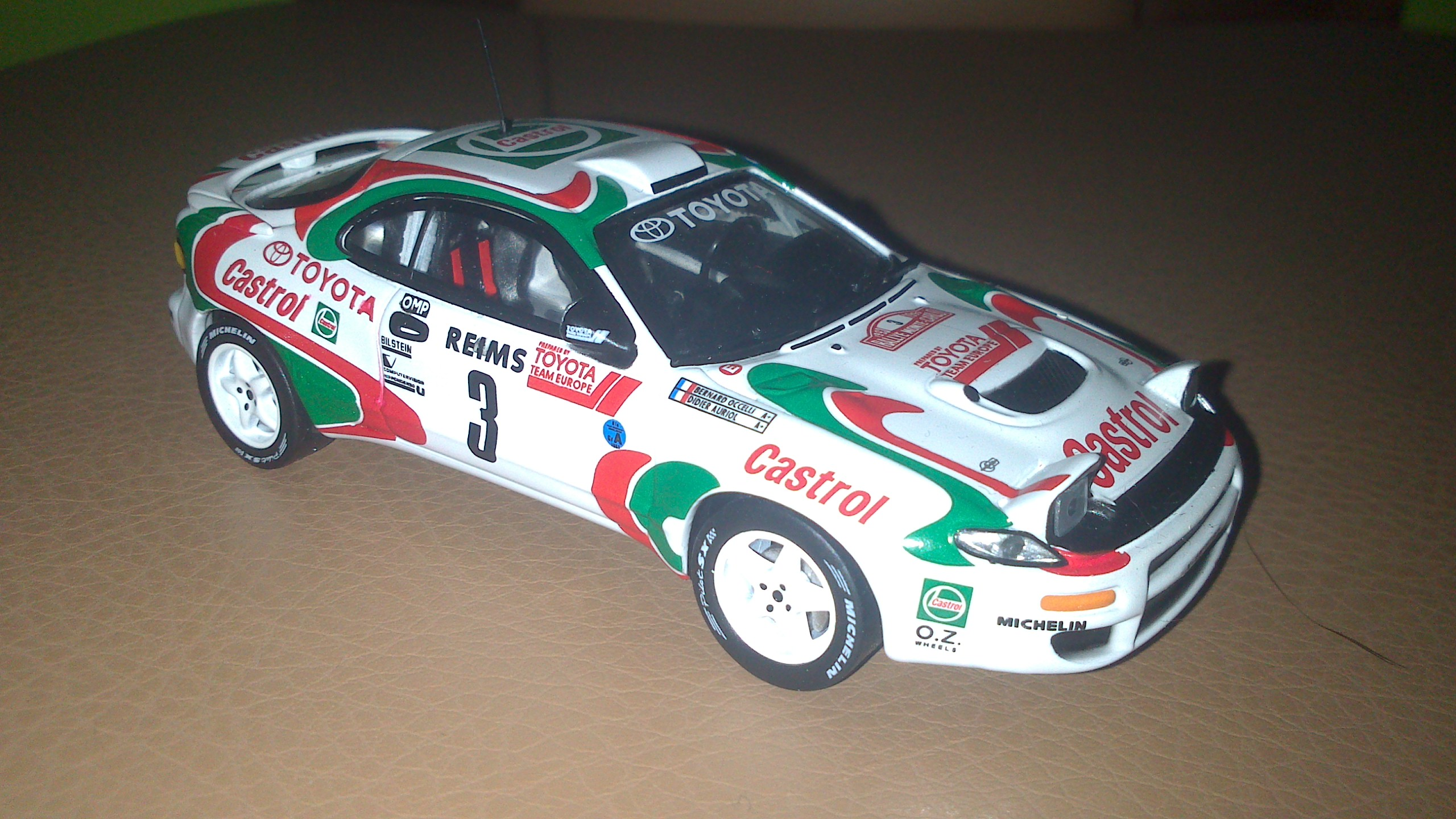
Model Toyota Celiki Turbo 4WD Auriola z Rajdu Monte Carlo 1993

Przed sezonem 1993 Auriol opuścił zespół Lancii i przeszedł do zespołu Toyoty. Stał się w nim drugim kierowcą obok Fina Juhy Kankkunena. Swój debiut w zespole Toyoty zaliczył w styczniu 1993. Jadąc Toyotą Celiką Turbo 4WD odniósł zwycięstwo, do ostatniego odcinka specjalnego walcząc o zwycięstwo z rodakiem François Delecourem. Ostatecznie wyprzedził go o 15 sekund. W lutym 1993 Auriol nie ukończył Rajdu Szwecji. W maju po raz drugi w sezonie stanął na podium. W Rajdzie Korsyki był drugi. Do zwycięzcy Delecoura stracił 1:02 minuty. Swojego czwartego startu w sezonie, Rajdu Grecji, Auriol nie ukończył. Powodem jego wycofania się na 9. odcinku specjalnym była awaria silnika. W kolejnych trzech rajdach Auriol stawał na podium. Był trzeci w Rajdzie Argentyny (przegrał z Kankkunenem i Massimem Biasionem, w Rajdzie Nowej Zelandii (przegrał z Colinem McRae i Delecourem), a także w Rajdzie Finlandii (przegrał z Kankkunenem i Arim Vatanenem). Wrześniowego Rajdu Australii Auriol nie ukończył z powodu awarii silnika na 7. odcinku specjalnym. W listopadzie Auriol walczył o zwycięstwo z Delecourem w Rajdzie Katalonii, ale ostatecznie przegrał z nim o minutę i zajął 2. pozycję. W ostatnim rajdzie sezonu, Rajdzie Wielkiej Brytanii, Auriol zajął szóstą pozycję. W sezonie 1993 Auriol zajął 3. pozycję w klasyfikacji generalnej zdobywając 92 punkty. Przegrał z Juhą Kankkunenem i François Delecourem.

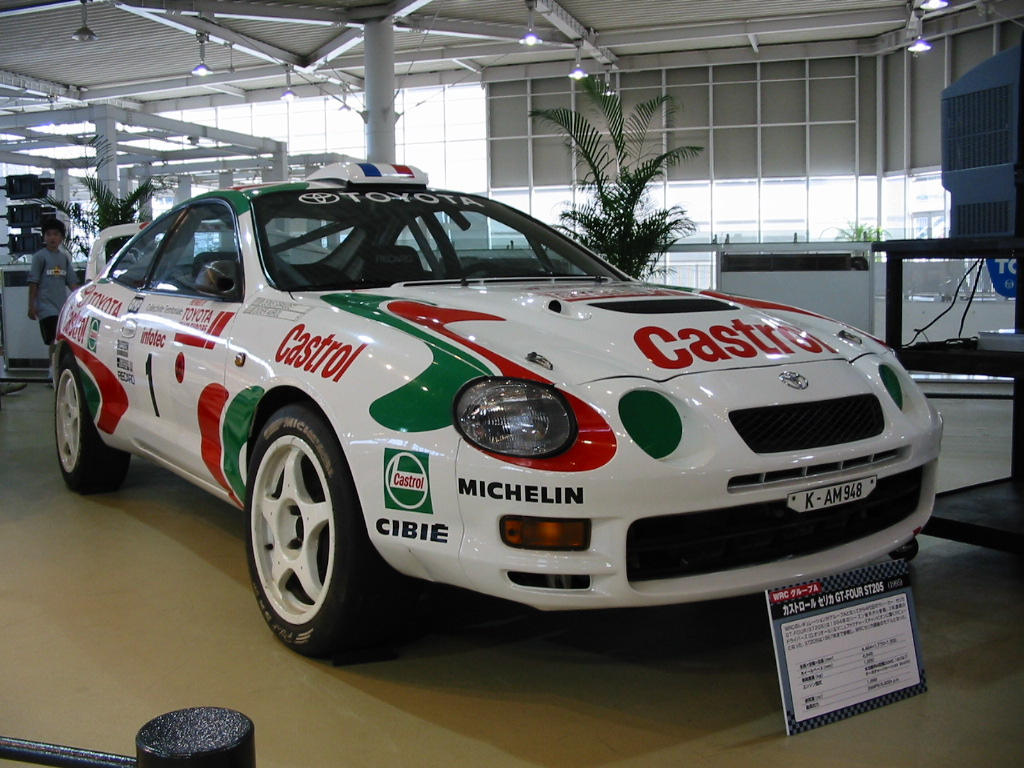
Toyota Celica GT-Four, którą Auriol zwyciężył w Rajdzie Korsyki 1995

Sezon 1994 Auriol rozpoczął od startu w styczniowym Rajdzie Monte Carlo. Nie ukończył go, gdyż na 5. odcinku specjalnym uległ wypadkowi. W marcu, w Rajdzie Portugalii, stanął na podium. Był drugi i przegrał o 40 sekund z Juhą Kankkunenem. Następnie w Rajdzie Safari Auriol był trzeci, za Kenijczykiem Ianem Duncanem i Japończykiem Kenjiro Shinozuką. W maju Francuz odniósł pierwsze zwycięstwo w sezonie. Po raz piąty w swojej karierze wygrał Rajd Korsyki, w którym wyprzedził 1:01 minuty Carlosa Sainza i o 2:11 minuty Andreę Aghiniego. Kolejnego rajdu, Rajdu Grecji, Auriol nie ukończył. Na 18. odcinku specjalnym w Toyocie doszło do awarii silnika. Na przełomie czerwca i lipca Auriol wygrał swoje drugie zawody w sezonie. Na mecie Rajdu Argentyny wyprzedził Carlosa Sainza o 6 sekund oraz o 6:40 minuty Ariego Vatanena. W lipcu Auriol był piąty w Rajdzie Nowej Zelandii, a w sierpniu zajął 2. miejsce w Rajdzie Finlandii, w którym przegrał jedynie z Finem Tommim Mäkinenem (o 22 sekundy). W październiku Auriol wygrał Rajd San Remo. Na metę rajdu przyjechał o 21 sekund przed Sainzem i 47 sekund przed Massimem Biasionem. Przed ostatnim rajdem sezonu, Rajdem Wielkiej Brytanii Auriol miał w klasyfikacji generalnej przewagę 11 punktów nad drugim Sainzem. W rajdzie tym Auriol przyjechał na 6. pozycji, podczas gdy Sainz miał wypadek na 24. odcinku specjalnym i wycofał się z rajdu. Dzięki takim rezultatom Auriol wywalczył mistrzostwo świata. W sezonie 1994 zdobył 116 punktów, o 17 więcej niż Sainz.
W sezonie 1995 Auriol startował nowym samochodem przygotowanym przez Toyotę, Toyotą Celiką GT-Four. Swój pierwszy start tym samochodem zaliczył w styczniu w Rajdzie Monte Carlo. Nie ukończył go jednak na skutek urwania koła na 16. odcinku specjalnym. Następnie Auriol wystartował w Rajdzie Szwecji i Rajdzie Portugalii. W obu tych rajdach zajął 5. pozycję. W majowym Rajdzie Korsyki Auriol wystartował z nowym pilotem. Bernarda Occellego zastąpił Denis Giraudet. Z Giraudetem Auriol walczył o zwycięstwo do ostatniego odcinka specjalnego. Ostatecznie wygrał korsykański rajd z przewagą 15 sekund nad François Delecourem i 57 sekund nad Andreą Aghinim. W lipcu, w Rajdzie Nowej Zelandii, załoga Auriol-Giraudet ponownie stanęła na podium. Zajęli oni 2. miejsce ze stratą 44 sekund do Colina McRae i Dereka Ringera. Następnego rajdu, wrześniowego Rajdu Australii, Auriol nie ukończył. Na 12. odcinku specjalnym uległ wypadkowi. W październikowym Rajdzie Katalonii Auriol był czwarty. Jednak po zakończeniu rajdu został zdyskwalifikowany za nieprzepisową turbosprężarkę. Na koniec sezonu FIA zbadała jeszcze raz samochody Toyoty i uznała, że przez część sezonu Toyota używała niezgodnych z przepisami turbosprężarek. Zespół został zdyskwalifikowany, a wyniki końcowe sezonu 1995 zostały anulowane.

### 1996-1999

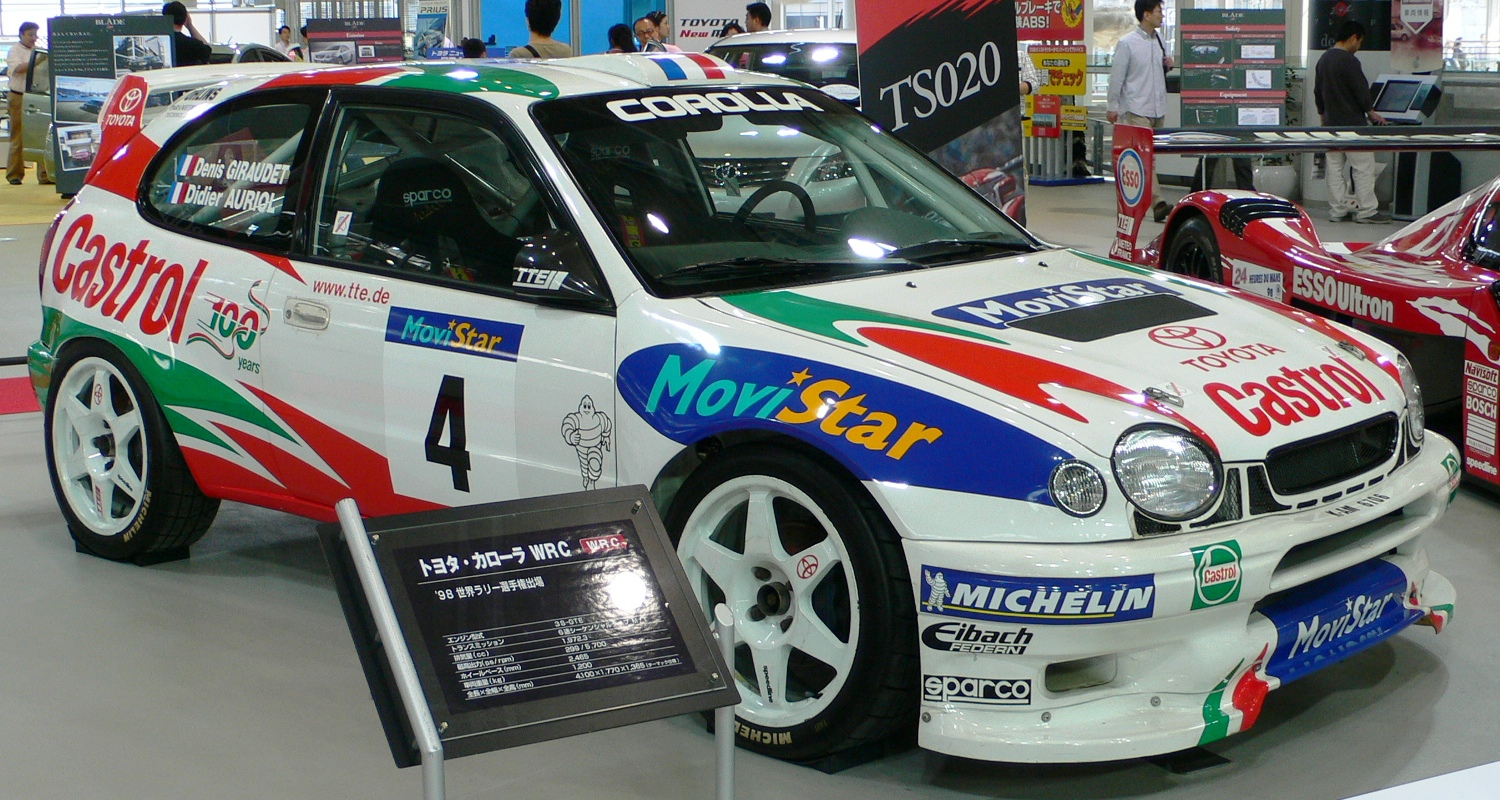
Toyota Corolla WRC, którą Auriol startował w sezonie 1998

Po dyskwalifikacji zespołu Toyoty Auriol odszedł z tego zespołu. W lutym został zatrudniony przez zespół Subaru i za kierownicą Subaru Imprezy 555 wystartował w Rajdzie Szwecji. Zajął w nim 10. miejsce. Od czasu Rajdu Szwecji do października nie startował w mistrzostwach świata. Dopiero w październiku zgłosił się po niego zespół Mitsubishi. W Rajdzie San Remo Auriol wystartował samochodem Mitsubishi Lancer Evo III i zajął w nim 8. miejsce.
Sezon 1997 Auriol rozpoczął od startu Fordem Focusem RS Cosworth w prywatnym zespole R.A.S. Sport. W styczniowym Rajdzie Monte Carlo przejechał 10 odcinków specjalnych i był zmuszony wycofać się z niego na skutek awarii skrzyni biegów. W maju Auriol wziął udział w Rajdzie Argentyny. Pojechał w nim Toyotą Celiką GT-Four w zespole H.F. Grifone SRL. W rajdzie tym zajął 5. miejsce. W sierpniu 1997 Auriol wrócił do zespołu Toyoty i w tym samym miesiącu wystartował Toyotą Corollą WRC w Rajdzie Finlandii 1997. Zajął w nim 8. miejsce. Następnie nie ukończył Rajdu Indonezji z powodu awarii układu elektrycznego oraz był ósmy w Rajdzie San Remo. W Rajdzie Australii po raz pierwszy w sezonie stanął na podium. Był trzeci za Colinem McRae i Tommim Mäkinenem. Natomiast w ostatnim rajdzie sezonu, Rajdzie Wielkiej Brytanii uległ wypadkowi i nie ukończył go.
W pierwszym rajdzie sezonu 1998, styczniowym Rajdzie Monte Carlo, Auriol zajął 14. pozycję. Następnie był szósty w Rajdzie Szwecji oraz czwarty w Rajdzie Safari. Nie ukończył natomiast marcowego Rajdu Portugalii na skutek awarii skrzyni biegów. W kwietniowym Rajdzie Katalonii Auriol dominował. Na 2. odcinku specjalnym objął prowadzenie i następnie wygrał 9 z 19 odcinków specjalnych. Odniósł zwycięstwo w tym rajdzie z przewagą 53,4 sekundy nad Freddym Loixem i 1:09,4 minuty nad Tommim Mäkinenem. W Rajdzie Francji Auriol był szósty, a z Rajdu Argentyny wyeliminowała go awaria silnika. W czerwcowym Rajdzie Grecji objął prowadzenie na 11. odcinku specjalnym, jednak na przedostatnim odcinku uszkodził pompę paliwa i ostatecznie zajął 2. miejsce w klasyfikacji rajdu, o 20 sekund za Colinem McRae. W Rajdzie Nowej Zelandii Auriol także był drugi. Przegrał jedynie z Carlosem Sainzem o 4,1 sekundy. W sierpniu Auriol zajął 4. pozycję w Rajdzie Finlandii, a w październikowym Rajdzie San Remo miał wypadek i był zmuszony wycofać się z rywalizacji. W listopadzie Auriol stanął na podium Rajdzie Australii. Był trzeci za Tommim Mäkinenem i Carlosem Sainzem. Ostatniego rajdu sezonu, Rajdu Wielkiej Brytanii, Francuz nie ukończył na skutek awarii sprzęgła. W sezonie 1998 Auriol zajął 5. miejsce w mistrzostwach świata. Zdobył 34 punkty.
Sezon 1999 rozpoczął się od Rajdu Monte Carlo. Auriol zajął w nim 3. miejsce przegrywając z Tommim Mäkinenem i Juhą Kankkunenem. W lutym był czwarty w Rajdzie Szwecji, do podium (trzeciego w klasyfikacji Thomasa Rådströma) stracił 2,5 sekundy. W odbywającym się pod koniec lutego Rajdzie Safari Auriol po raz drugi w sezonie stanął na podium. Był drugi, a do zwycięzcy Colina McRae stracił ponad 14 minut. W marcowym Rajdzie Portugalii Auriol był trzeci za Colinem McRae i Carlosem Sainzem, a w kwietniowym Rajdzie Katalonii zajął 2. pozycję i przegrał jedynie z Philippe'em Bugalskim. W majowym Rajdzie Korsyki zajął 5. lokatę, a w odbywającym się w tym samym miesiącu Rajdzie Argentyny był trzeci. Z kolei czerwcowego Rajdu Grecji nie ukończył na skutek uszkodzenia zawieszenia. W lipcu był czwarty w Rajdzie Nowej Zelandii. W sierpniu Auriol nie dojechał do mety Rajdu Finlandii na skutek problemów z samochodem. Jednak zwyciężył na superoesie, dzięki czemu zdobył dodatkowe 3 punkty do klasyfikacji mistrzostw świata. We wrześniowym Rajdzie Chin Auriol objął prowadzenie na 14. odcinku specjalnym i ostatecznie wygrał ten rajd z przewagą 55,8 sekundy nad Richardem Burnsem oraz 2:19,4 minuty nad Carlosem Sainzem. Z kolei w październiku zajął 3. miejsce w Rajdzie San Remo. Przegrał w nim jedynie z Tommim Mäkinenem i Gillesem Panizzim. Dzięki zwycięstwu w Rajdzie San Remo Mäkinen został liderem mistrzostw świata z 6 punktami przewagi nad Auriolem. W listopadzie 1999 odbył się przedostatni rajd sezonu, Rajd Australii. Na 6. odcinku specjalnym Auriol uderzył w drzewo i na skutek uszkodzeń radiatora wycofał się z rajdu. Mäkinen ukończył rajd na bezpiecznej 3. pozycji, która zagwarantowała mu zdobycie czwartego z rzędu tytułu mistrza świata na jeden rajd przed końcem sezonu (Mäkinen miał wówczas 10 punktów przewagi, ale więcej zwycięstw od Auriola). Ostatniego rajdu sezonu, Rajdu Wielkiej Brytanii, Auriol nie ukończył z powodu uszkodzenia zawieszenia. Ostatecznie zakończył sezon na 3. miejscu w mistrzostwach świata.

### 2000-2001: SEAT i Peugeot

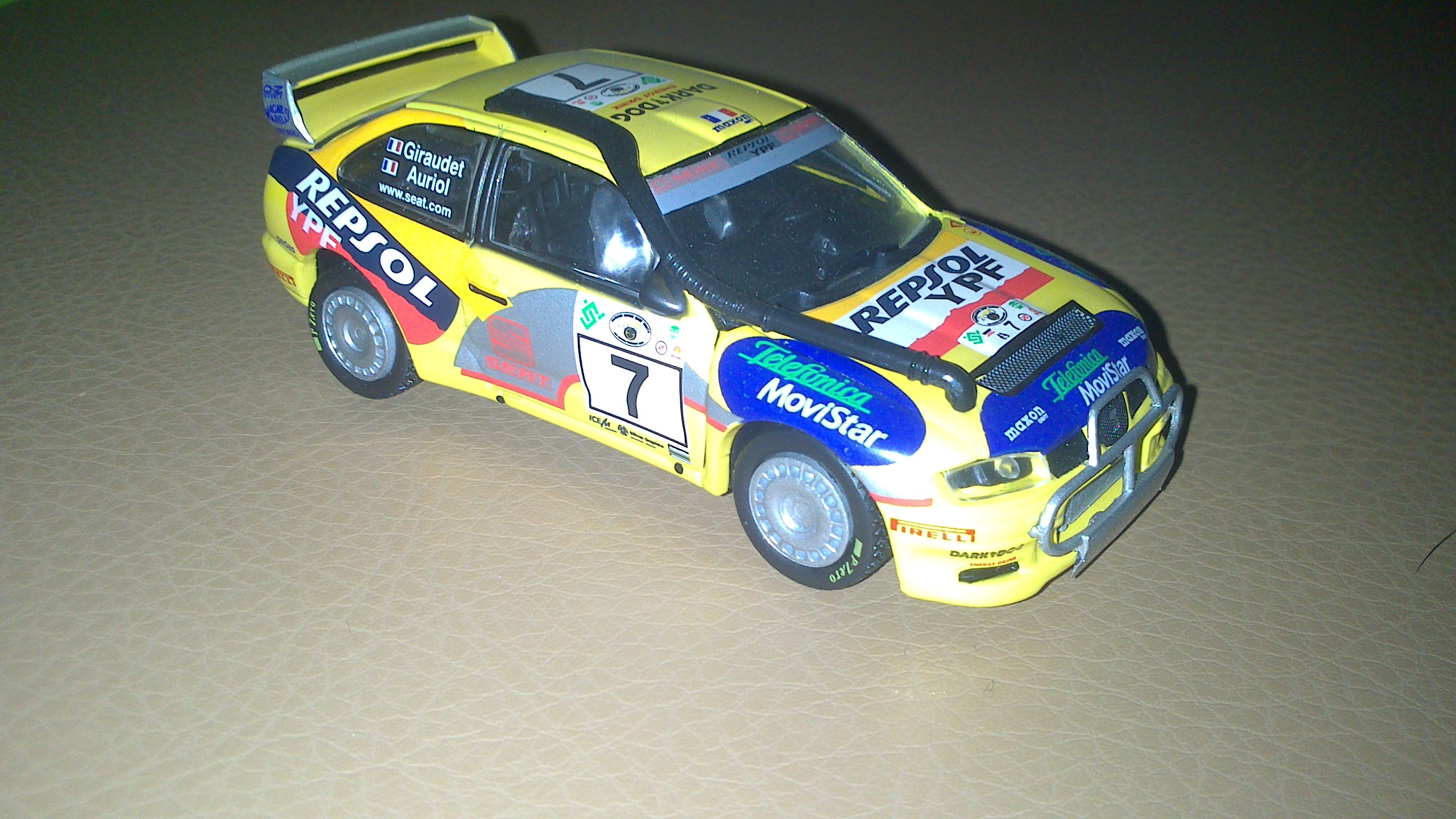
Model SEAT-a Córdoby WRC Evo2, którym Auriol jechał w Rajdzie Safari 2000

Po sezonie 1999 zespół Toyoty wycofał się ze startów w mistrzostwach świata. Auriol podpisał więc kontrakt z zespołem SEAT-a. Swój debiut w zespole SEAT-a Auriol zanotował w styczniu 2000, w Rajdzie Monte Carlo. Pojechał w nim samochodem SEAT Córdoba WRC, jednak na 14. odcinku specjalnym wycofał się z powodu awarii silnika. W odbywającym się w lutym Rajdzie Szwecji Auriol zajął 10. pozycję. W trzecim rajdzie sezonu, Rajdzie Safari, Auriol stanął na podium, zdobywając tym samym swoje jedyne punkty w sezonie. W Rajdzie Safari przegrał jedynie z Richardem Burnsem i Juhą Kankkunenem. Kolejne starty były jednak dla Auriola nieudane. W Rajdzie Portugalii był dziesiąty, a w Rajdzie Katalonii trzynasty. Następnie nie ukończył Rajdu Argentyny (awaria sprzęgła), Rajdu Grecji (problemy z mechaniką) i Rajdu Nowej Zelandii (wypadek). W Rajdzie Finlandii zajął 11. pozycję, a Rajdu Cypru nie ukończył. W ostatnich czterech rajdach sezonu dwukrotnie był ósmy (w Rajdzie Korsyki i Rajdzie Australii) oraz siedemnasty w Rajdzie San Remo i dziewiąty w Rajdzie Wielkiej Brytanii.

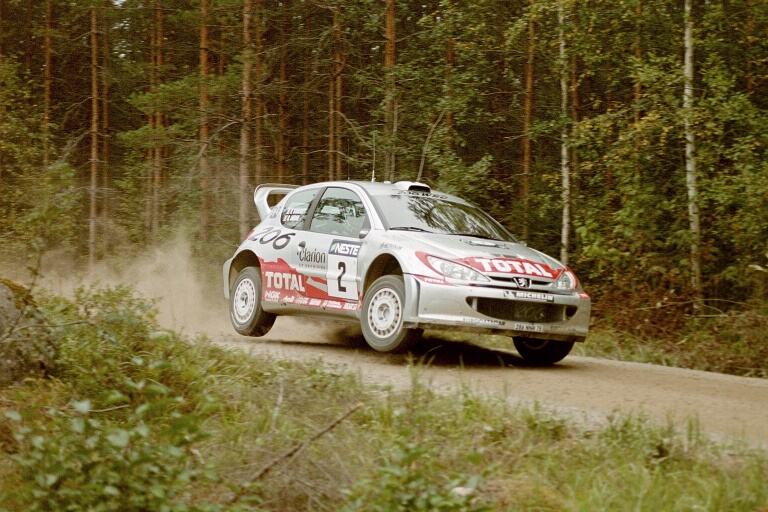
Didier Auriol w Peugeocie 206 WRC podczas Rajdu Finlandii 2001

Przed sezonem 2001, w grudniu 2000, Auriol podpisał kontrakt z zespołem Peugeota. Zastąpił w nim odchodzącego do Forda, rodaka François Delecoura. W styczniu 2001 Auriol zadebiutował w zespole Peugeota. Na 3. odcinku specjalnym w wyniku wypadku stracił koło w swoim Peugeocie 206 WRC i wycofał się z rajdu. W lutym nie ukończył Rajdu Szwecji z powodu awarii skrzyni biegów. Natomiast w marcowym Rajdzie Portugalii zajął 8. miejsce. W drugiej połowie marca wystartował w Rajdzie Katalonii i wygrał go z przewagą 23,2 sekundy nad Gillesem Panizzim i 1:01,4 minuty nad Tommim Mäkinenem. Jednak kolejnych pięciu rajdów Auriol nie ukończył. Z Rajdu Argentyny wyeliminowała go awaria zawieszenia, z Rajdu Cypru – przegrzany silnik, a z Rajdu Grecji – awaria sprzęgła. W Rajdzie Safari Francuz miał wypadek, a w Rajdzie Finlandii uszkodził zawieszenie. We wrześniu Auriol zajął 6. pozycję w Rajdzie Nowej Zelandii. W lipcu Auriol zajął 3. miejsce w Rajdzie San Remo za Gillesem Panizzim i Sébastienem Loebem. 3. miejsce zajął również w Rajdzie Korsyki (za Jesúsem Purasem i Gillesem Panizzim) oraz w Rajdzie Australii (za Marcusem Grönholmem i Richardem Burnsem). W ostatnim rajdzie sezonu 2001, Rajdzie Wielkiej Brytanii Auriol zajął 7. miejsce. W sezonie 2001 zajął 7. miejsce w klasyfikacji generalnej mistrzostw świata. Zdobył 23 punkty.

### Od 2002

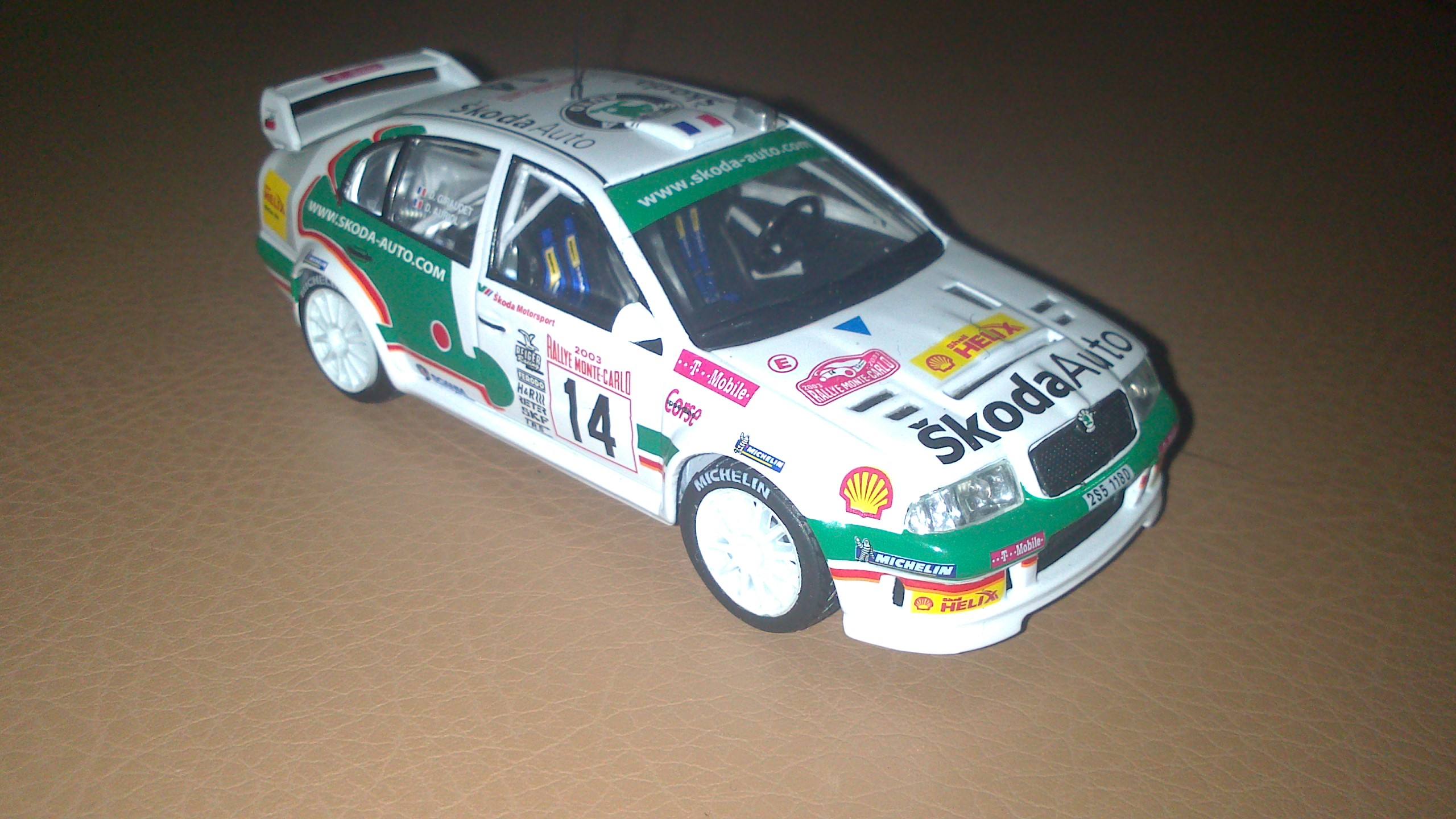
Model Škody Octavii WRC, którą Auriol startował w Rajdzie Monte Carlo 2003

Po sezonie 2001 Auriol odszedł z zespołu Peugeota. W styczniu 2002 wystartował prywatną Toyotą Corollą WRC Rajdzie Monte Carlo. Nie ukończył go jednak na skutek awarii silnika na 3. odcinku specjalnym. Rajd Monte Carlo był zarazem jedynym startem Auriola w mistrzostwach świata w sezonie 2002. W 2002 roku wystartował jeszcze w Rajdzie Portugalii, który wygrał z przewagą 2:34 minuty nad drugim Andreą Aghinim.
Przed sezonem 2003 zespół Škody ogłosił, iż ich nowym zawodnikiem zostanie Didier Auriol. Swój debiut w zespole Škody Auriol zaliczył w styczniowym Rajdzie Monte Carlo. Jadąc Škodą Octavią WRC zajął w nim 9. miejsce. Następnie Auriol dojechał na 18. pozycji w Rajdzie Szwecji, a Rajdu Turcji nie ukończył z powodu awarii silnika. W kwietniu zdobył swoje pierwsze punkty w sezonie 2003. Zajął wówczas 8. miejsce w Rajdzie Nowej Zelandii. W kolejnym rajdzie, majowym Rajdzie Argentyny, Auriol także przyjechał na punktowanej pozycji. Był szósty i zdobył 3 punkty w mistrzostwach świata. Rajd Argentyny był zarazem ostatnim w sezonie, w którym Auriol uzyskał punkty. W Rajdzie Grecji był dziewiąty. Następnie nie ukończył trzech kolejnych zawodów – Rajdu Cypru (awaria alternatora), Rajdu Niemiec (awaria silnika) i Rajdu Finlandii (ból ramienia). Od Rajdu Niemiec startował Škodą Fabią WRC. W Rajdzie Australii i Rajdzie San Remo przyjechał na 12. pozycji. Z Rajdu Korsyki wyeliminowała go awaria układu elektrycznego, a z Rajdu Katalonii – awaria sprzęgła. Ostatni rajd sezonu, Rajd Wielkiej Brytanii, Auriol ukończył na 11. lokacie.
Po sezonie 2003 Auriol odszedł z zespołu Škody. Do mistrzostw świata powrócił w sezonie 2005, gdy wystartował w Rajdzie Monte Carlo Peugeotem 206 WRC. Rajdu tego nie ukończył z powodu awarii silnika na 8. odcinku specjalnym. W 2008 roku wystartował samochodem Fiat Abarth Grande Punto S2000 w trzech rajdach cyklu Intercontinental Rally Challenge. Żadnego z nich (Rajdu Portugalii, Rajdu Rosji i Rajdu San Remo) nie ukończył. W 2009 roku pojechał w Rajdzie Monte Carlo w tamach Intercontinental Rally Challenge. Nie ukończył go na skutek uszkodzenia koła.
W latach 2010–2013 Auriol startował w zawodach rajdowych legend. W marcu 2014 wziął udział w Rajdzie El Corte Inglés. Jadąc samochodem Citroën Xsara WRC wygrał go.

## Życie prywatne
Didier Auriol jest mężem Diany. Ma z nią dwoje dzieci, syna Robina (ur. 1987) i córkę Diane (ur. 1994). Mieszka z rodziną w mieście Millau. Po zakończeniu kariery w mistrzostwach świata w 2005 roku zaczął inwestowanie w hotelarstwo. Jest między innymi współwłaścicielem resortu Domaine de Saint-Estève w Millau.

## Zwycięstwa w Mistrzostwach Świata
| Nr | Rajd             | Sezon | Pilot                      | Samochód                    |
| -- | ---------------- | ----- | -------------------------- | --------------------------- |
| 1  | Rajd Korsyki     | 1988  | Bernard Occelli            | Ford Sierra RS Cosworth     |
| 2  | Rajd Korsyki     | 1989  | Lancia Delta Integrale     |                             |
| 3  | Rajd Monte Carlo | 1990  | Lancia Delta Integrale 16V |                             |
| 4  | Rajd Korsyki     | 1990  | Lancia Delta Integrale 16V |                             |
| 5  | Rajd San Remo    | 1990  | Lancia Delta Integrale 16V |                             |
| 6  | Rajd San Remo    | 1991  | Lancia Delta Integrale 16V |                             |
| 7  | Rajd Monte Carlo | 1992  | Lancia Delta HF Integrale  |                             |
| 8  | Rajd Korsyki     | 1992  | Lancia Delta HF Integrale  |                             |
| 9  | Rajd Grecji      | 1992  | Lancia Delta HF Integrale  |                             |
| 10 | Rajd Argentyny   | 1992  | Lancia Delta HF Integrale  |                             |
| 11 | Rajd Finlandii   | 1992  | Lancia Delta HF Integrale  |                             |
| 12 | Rajd Australii   | 1992  | Lancia Delta HF Integrale  |                             |
| 13 | Rajd Monte Carlo | 1993  | Toyota Celica Turbo 4WD    |                             |
| 14 | Rajd Korsyki     | 1994  | Toyota Celica Turbo 4WD    |                             |
| 15 | Rajd Argentyny   | 1994  | Toyota Celica Turbo 4WD    |                             |
| 16 | Rajd San Remo    | 1994  | Toyota Celica Turbo 4WD    |                             |
| 17 | Rajd Korsyki     | 1995  | Denis Giraudet             | Toyota Celica GT-Four ST205 |
| 18 | Rajd Katalonii   | 1998  | Denis Giraudet             | Toyota Corolla WRC          |
| 19 | Rajd Chin        | 1999  | Denis Giraudet             | Toyota Corolla WRC          |
| 20 | Rajd Katalonii   | 2001  | Denis Giraudet             | Peugeot 206 WRC             |

## Zwycięstwa w Mistrzostwach Europy
| Nr | Rajd                | Sezon | Pilot           | Samochód                  |
| -- | ------------------- | ----- | --------------- | ------------------------- |
| 1  | Rajd Antibes        | 1986  | Bernard Occelli | MG Metro 6R4              |
| 2  | Rajd Alpin-Behra    | 1987  | Bernard Occelli | Ford Sierra RS Cosworth   |
| 3  | Rajd du Var         | 1987  | Bernard Occelli | Ford Sierra RS Cosworth   |
| 4  | Rajd Mont Blanc     | 1988  | Bernard Occelli | Ford Sierra RS Cosworth   |
| 5  | Rajd du Var         | 1988  | Bernard Occelli | Ford Sierra RS Cosworth   |
| 6  | Rajd Costa Smeralda | 1992  | Bernard Occelli | Lancia Delta HF Integrale |

## Wyniki w rajdach WRC
| Legenda oznaczeń w tabelach dot. wyników | Legenda oznaczeń w tabelach dot. wyników |
| Oznaczenie                               | Wyjaśnienie |
| ---------------------------------------- | --- |
| Złoty                                    | Zwycięzca |
| Srebrny                                  | 2. miejsce |
| Brązowy                                  | 3. miejsce |
| Zielony                                  | Ukończył, punktował (w klasyfikacji generalnej gdy kierowca był sklasyfikowany oznacza zdobycie punktów w rajdzie poza trzema powyższymi opcjami) |
| Niebieski                                | Ukończył, nie punktował |
| Różowy                                   | Nie ukończył (NU) |
| Czarny                                   | Zdyskwalifikowany (DK) |
| Biały                                    | Nie został zgłoszony (-) |

| Sezon | Zespół                                               | Samochód                                                         | 1      | 2     | 3      | 4     | 5      | 6     | 7     | 8      | 9      | 10    | 11     | 12     | 13    | 14 | 15 | 16 | Punkty | Miejsce |
| ----- | ---------------------------------------------------- | ---------------------------------------------------------------- | ------ | ----- | ------ | ----- | ------ | ----- | ----- | ------ | ------ | ----- | ------ | ------ | ----- | -- | -- | -- | ------ | ------- |
| 1984  | Didier Auriol                                        | Renault 5 Turbo                                                  | MCO -  | SWE - | POR -  | KEN - | FRA NU | GRE - | NZL - | ARG -  | FIN -  | ITA - | CIV -  | GBR -  |       |    |    |    | 0      | -       |
| 1985  | Didier Auriol                                        | Renault 5 Maxi Turbo                                             | MCO -  | SWE - | POR -  | KEN - | FRA NU | GRE - | NZL - | ARG -  | FIN -  | ITA - | CIV -  | GBR -  |       |    |    |    | 0      | -       |
| 1986  | Austin Rover World Championship Team                 | MG Metro 6R4                                                     | MCO -  | SWE - | POR -  | KEN - | FRA NU | GRE - | NZL - | ARG -  | FIN -  | CIV - | ITA -  | GBR -  | USA - |    |    |    | 0      | -       |
| 1987  | Ford France                                          | Ford Sierra RS Cosworth                                          | MCO NU | SWE - | POR -  | KEN - | FRA 8  | GRE - | USA - | NZL -  | ARG -  | FIN - | CIV -  | ITA 4  | GBR - |    |    |    | 13     | 22      |
| 1988  | Ford France Ford Motor Co                            | Ford Sierra RS Cosworth                                          | MCO -  | SWE - | POR NU | KEN - | FRA 1  | GRE - | USA - | NZL -  | ARG -  | FIN 3 | CIV -  | ITA NU | GBR - |    |    |    | 32     | 6       |
| 1989  | Martini Lancia                                       | Lancia Delta HF Integrale 16v                                    | SWE -  | MCO 2 | POR NU | KEN - | FRA 1  | GRE 2 | NZL - | ARG -  | FIN NU | AUS - | ITA NU | CIV -  | GBR - |    |    |    | 50     | 5       |
| 1990  | Martini Lancia                                       | Lancia Delta HF Integrale 16v                                    | MCO 1  | POR 2 | KEN -  | FRA 1 | GRE NU | NZL - | ARG 3 | FIN NU | AUS NU | ITA 1 | CIV -  | GBR 5  |       |    |    |    | 95     | 2       |
| 1991  | Jolly Club                                           | Lancia Delta HF Integrale 16v                                    | NU     | 9     | 2      | -     | 2      | 4     | 3     | 3      | 2      | NU    | 1      | -      | -     | 12 |    |    | 101    | 3       |
| 1992  | Martini Racing                                       | Lancia Delta HF Integrale                                        | 1      | -     | NU     | -     | 1      | 1     | -     | 1      | 1      | 1     | NU     | -      | 10    | NU |    |    | 121    | 3       |
| 1993  | Toyota Castrol Team                                  | Toyota Celica Turbo 4WD                                          | 1      | NU    | -      | -     | 2      | NU    | 3     | 3      | 3      | NU    | -      | 2      | 6     |    |    |    | 92     | 3       |
| 1994  | Toyota Castrol Team                                  | Toyota Celica Turbo 4WD                                          | NU     | 2     | 3      | 1     | NU     | 1     | 5     | 2      | 1      | 6     |        |        |       |    |    |    | 116    | 1       |
| 1995  | Toyota Castrol Team                                  | Toyota Celica GT-Four                                            | NU     | 5     | 5      | 1     | 2      | NU    | DK    | -      |        |       |        |        |       |    |    |    | 51     | DK      |
| 1996  | 555 Subaru World Rally Team Team Mitsubishi Ralliart | Subaru Impreza 555 Mitsubishi Lancer Evo III                     | 10     | -     | -      | -     | -      | -     | -     | 8      | -      |       |        |        |       |    |    |    | 4      | 25      |
| 1997  | R.A.S. Sport H.F. Grifone Toyota Castrol Team        | Ford Escort RS Cosworth Toyota Celica GT-Four Toyota Corolla WRC | NU     | -     | -      | -     | -      | -     | 5     | -      | -      | 8     | NU     | 8      | 3     | NU |    |    | 6      | 11      |
| 1998  | Toyota Castrol Team                                  | Toyota Corolla WRC                                               | 14     | 6     | 4      | NU    | 1      | 6     | NU    | 2      | 2      | 4     | NU     | 3      | NU    |    |    |    | 34     | 5       |
| 1999  | Toyota Castrol Team                                  | Toyota Corolla WRC                                               | 3      | 4     | 2      | 3     | 2      | 5     | 3     | NU     | 4      | NU    | 1      | 3      | NU    | NU |    |    | 52     | 3       |
| 2000  | SEAT Sport                                           | SEAT Córdoba WRC                                                 | NU     | 10    | 3      | 10    | 13     | NU    | NU    | NU     | 11     | NU    | 8      | 17     | 8     | 9  |    |    | 4      | 12      |
| 2001  | Peugeot Total                                        | Peugeot 206 WRC                                                  | NU     | NU    | 8      | 1     | NU     | NU    | NU    | NU     | NU     | 6     | 3      | 3      | 3     | 7  |    |    | 23     | 7       |
| 2002  | Didier Auriol                                        | Toyota Corolla WRC                                               | NU     | -     | -      | -     | -      | -     | -     | -      | -      | -     | -      | -      | -     | -  |    |    | 0      | -       |
| 2003  | Škoda Motorsport                                     | Škoda Octavia WRC Škoda Fabia WRC                                | 9      | 18    | NU     | 8     | 6      | 9     | NU    | NU     | NU     | 12    | 12     | NU     | NU    | 11 |    |    | 4      | 13      |
| 2005  | Didier Auriol                                        | Peugeot 206 WRC                                                  | NU     | -     | -      | -     | -      | -     | -     | -      | -      | -     | -      | -      | -     | -  | -  | -  | 0      | -       |

## Wyniki w rajdach IRC
| Sezon | Zespół        | Samochód                       | 1      | 2      | 3     | 4      | 5     | 6     | 7     | 8      | 9     | 10    | 11    | 12 | 13 | Punkty | Miejsce |
| ----- | ------------- | ------------------------------ | ------ | ------ | ----- | ------ | ----- | ----- | ----- | ------ | ----- | ----- | ----- | -- | -- | ------ | ------- |
| 2008  | Didier Auriol | Fiat Abarth Grande Punto S2000 | STA -  | POR NU | YPR - | ROS NU | MAD - | BAR - | AST - | SAN NU | VAL - | CHI - |       |    |    | 0      | -       |
| 2009  | Didier Auriol | Fiat Abarth Grande Punto S2000 | MON NU | KUR -  | SAF - | AZO -  | YPR - | ROS - | MAD - | BAR -  | AST - | SAN - | SZK - |    |    | 0      | -       |